# Лонер B.I
Лонер B.I  је аустроугарски двокрилни једномоторни авион са два члана посаде који се користио као извиђач и авион за обуку непосредно пре и првих година Првог светског рата.

## Пројектовање и развој
Авион Лонер B.I је настао побољшањем авиона Lohner "Pfeilflieger" "Aspern" (1912) који је на манифестацији "Недеља летења" у Асперну која је одржана од 23 до 30. јуна 1912. поставио 4 светска рекорда то је заинтересовало аустроугарску војску која је поручила 28 примерака овог авиона чија је побољшана варијанта испоручена под називом Лонер B.I. Побољшана верзија овог авиона у погледу бољих летних карактеристика у планинским пределима добила је ознаку B.II. Даља побољшања до коначног B.VII се углавном одвијала кроз уградњу снажнијих и бољих мотора. Ови авиони су се у војсци користили за обуку пилота и извиђања и нису били наоружани. Прва наоружана верзија овог авиона имала је ознаку C.1.

## Технички опис
Лонер B.I је двокрили двоседи једномоторни авион потпуно дрвене конструкције. Труп му је правоугаоног попречног пресека. Кљун авиона (моторни део) је обложен лимом, дрвеном лепенком део трупа у коме се налазе кабине за посаду, и импрегнираним платном остатак дела трупа и реп авиона. Носећа структура трупа авиона је дрвена решеткаста конструкција. Авион је најчешће био опремљен течношћу хлађеним линијским мотором са 6 цилиндара Аустро-Дајмлер, Мерцедес, Хијеро и Рап, снага од 66 до 120 kW.
Крила су била дрвене конструкције танког профила, пресвучена импрегнираним платном са две рамењаче. Крилца за управљање авионом су се налазила на горњим крилима. Крила су била стреластог облика и доста великог размаха. Оба крила су имала облик ромбоида са благо заокруженим крајевима. Доња крила су била мањих димензија од горњих крила и била су померена у односу на горње крило уназад. Крила су између себе била повезана са шест пари дрвених упорница са сваке стране. Затезачи су били од клавирске челичне жице.
Стајни трап је био класичан фиксни са два точка напред и еластичном дрљачом позади. Точкови са гумама високог притиска су били насађени на зглобну осовину. Испред точкова су се налазиле "санке" које су онемогућавале да се авион при неправилном слетању преврне на нос.

### Варијанте авиона Лонер B.
- B.I - Оригинални дизајн са мотором Аустро-Дајмлер снаге 66 kW.
- B.II - Варијанта B.I боље прилагођена за планинске летове.
- B.II - Производна верзија са HIERO мотором snage 63 kW (направљено 96 ком.)
- B.III - Верзија са мотором Мерцедес снаге 75 kW, или Аустро-Дајмлер 90 kW (Лонер) или са мотором Аустро-Дајмлер 75 kW (Уфаг) (30 ком.)
- B.IV - Верзија са измењеним доњим стројем и мотором Мерцедес снаге 75 kW, (направљено Лонер 9 ком., а Уфаг 8 ком.)
- B.V - Верзија са мотором Rapp снаге 100 kW, (направљено 6 ком.)
- B.VI - Слична варијанти B.V (направљено 18 ком.)
- B.VII - Ово је коначна верзија са моторима Аустро-Дајмлер снаге 110 kW или 120 kW, (направљено 73 ком.).
- C.1 - Наоружана варијанта, на основу B.VII опремљен мотором Аустро-Дајмлер 120 kW и извиђач наоружан једним митраљезом (направљено 40 ком.).
- Flecha - Лонер (Стрелка) или Барон, је варијанта Лонер Б.1 развијена у Шпанији (инж. Едуардо Баррон) 1915. Биће у служби до 1919. године.

## Земље које су користиле авион
- Аустроугарска (32 авиона)
- Шпанија (6 авиона)
- Краљевина Србија (2 авиона)

## Оперативно коришћење
Авион Лонер B.I је 18. јуна 1913. поставио светски рекорд у висини лета са 5010 m. Висина лета авиона је била веома значајна за Аустроугарско ваздухопловство KuKLFT с обзиром на Алпски масив који се простирао на значајном делу Аустроугарске територије.
У току Првог светског рата овај авион се користио на источном фронту у Галицији као и на балканском ратишту. За време почетних ратних операција нарочито при продору руских снага на источном фронту конзервативни Генералштаб аустроугарске војске је схватио сав значај коришћења извиђачке авијације у односу на прикупљање обавештајних података о покретима непријатељских снага помоћу коњице.

### Коришћење авиона у Краљевини Србији
У току ратних операција 1914 — 1915. године српска војска је заробила два авиона Лонер B.I која су припадала аустроугарском ваздухопловству KuKLFT које је оперисало на балканском ратишту. То су били ненаоружани авиони који су служили као извиђачи.